# Ukonsaari (ö i Norra Karelen, Pielisen Karjala)
Ukonsaari är en ö i Finland. Den ligger i sjön Pankajärvi och i kommunen Lieksa i den ekonomiska regionen  Pielinen-Karelen  och landskapet Norra Karelen, i den östra delen av landet, 400 km nordost om huvudstaden Helsingfors. Öns area är 11,3 hektar och dess största längd är 0,9 kilometer i sydöst-nordvästlig riktning.